# کورماهیان
کورماهیان (نام علمی: Amblyopsidae) نام یک تیره از راسته سوف‌آزادسانان است.